# Pelouse hybride

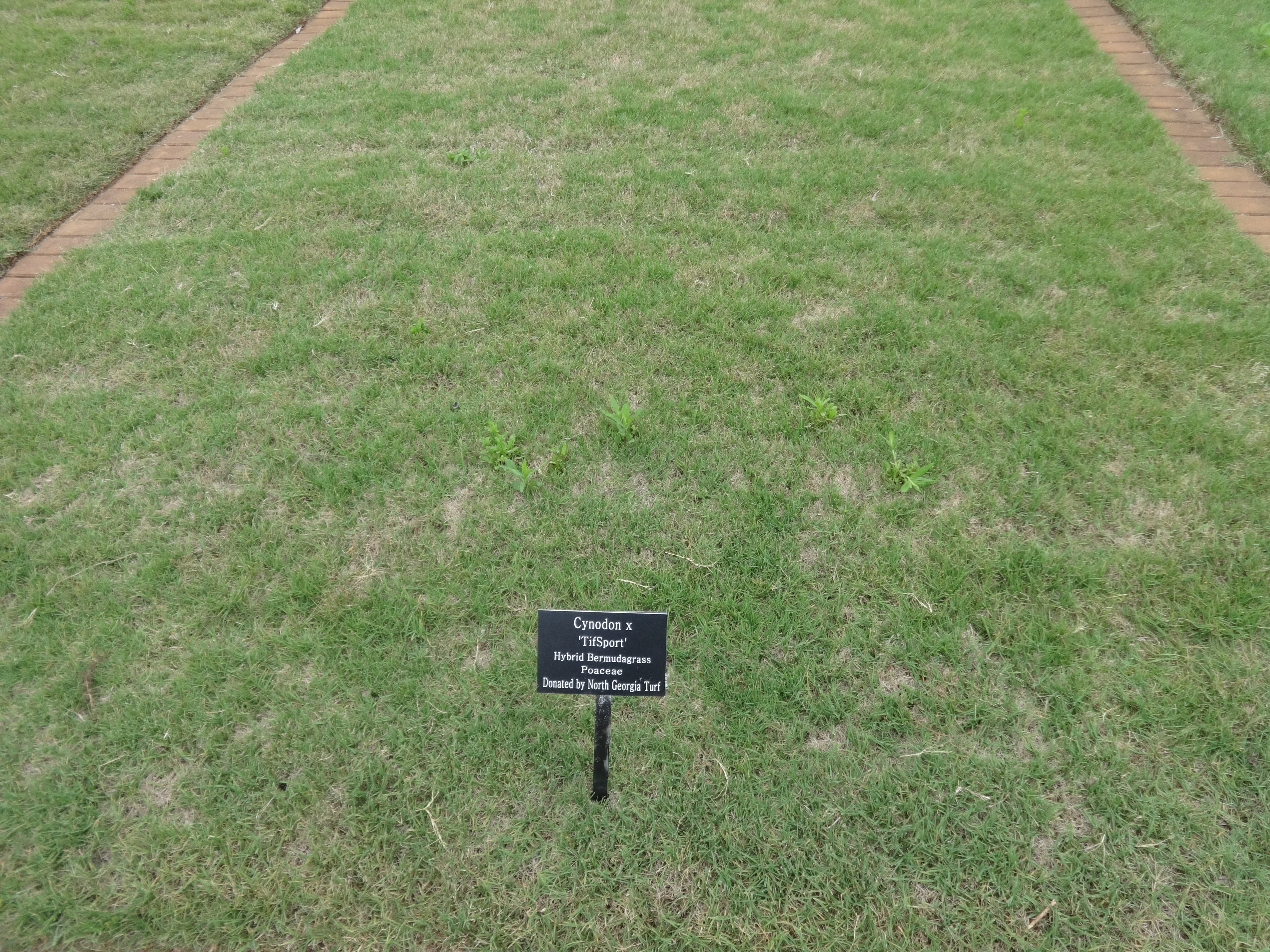
Pelouse hybride à l'université de Georgie.

La pelouse hybride est une technologie de pelouse alliant gazon naturel et microfibres synthétiques.
Les technologies de pelouse hybride sont principalement utilisées dans les stades et terrains d'entraînement des clubs professionnels de football et rugby. Elles permettent également aux stades d'organiser des concerts ou d'autres événements socioculturels.

## Présentation

### Création
La première technologie de pelouse hybride apparaît dans les années 1990 sous la marque déposée DESSO GrassMaster[source insuffisante]. La technologie est basée sur le piquage (dit « stitching ») de microfibres synthétiques entre les brins de gazon naturel. L'injection des microfibres synthétiques dans le substrat permet au gazon de mieux résister à l'arrachement. Cependant, certaines pelouses hybrides de première génération rendaient les surfaces de jeu plus dures que l'herbe naturelle non renforcée. Cela a soulevé des interrogations sur les risques de blessures des joueurs et sur la maintenance des surfaces.
Depuis de nouvelles entreprises se sont penchées sur les pelouses hybrides pour créer de nouvelles générations de systèmes hybrides moins traumatisantes pour les joueurs.

### Nouvelles formes
Dans les années 2010, une nouvelle génération de pelouse hybride émerge : la technologie AirFibr. Celle-ci est brevetée par l'entreprise Natural Grass.
Cette technologie est constituée d'un gazon totalement naturel, enraciné dans un substrat de synthèse breveté composé de granules de liège, de microfibres synthétiques et de sable fin,. Le sable est le composant majoritaire du substrat. Les microfibres synthétiques renforcent l'enracinement du gazon. Les granules de liège absorbent les chocs et réduisent les risques de blessure des joueurs,,,,. Ces résultats sont à l'origine d'un travail de recherche et développement réalisé en partenariat avec l'Institut de Biomécanique Humaine des Arts et Métiers ParisTech.
Ces pelouses peuvent aussi bien être engazonnées par semis que par rouleaux de placage.
L'avantage de cette dernière technique offre aux stades une flexibilité dans la gestion du terrain. En effet, en moins d'une semaine, la pelouse est changée et jouable. Grâce à ce délai court entre le placage et l'accueil d’un match, il est désormais possible d'augmenter le taux d'utilisation des stades, notamment en accueillant des événements socio-culturels (concerts, festivals) tout au long de l'année.

## Installations

### Technologie AirFibr
Le premier terrain de nouvelle génération fut installé en 2013 au Stade de l'Aube de l'ESTAC de Troyes,. Trois ans plus tard, les pelouses de nouvelle génération équipent la moitié des stades de l'Euro 2016. En 2017, plus de 25 clubs professionnels européens de football et rugby sont équipés par la technologie AirFibr.
| Club ou fédération                                                          | Utilisations                             | Stade                                                                               | Pays       |
| --------------------------------------------------------------------------- | ---------------------------------------- | ----------------------------------------------------------------------------------- | ---------- |
| Arsenal Football Club                                                       | Football                                 | Centre d'entraînement de Colney                                                     | Angleterre |
| Real Madrid Club de Fútbol                                                  | Football                                 | Centre d'entraînement de Ciudad Real Madrid et Stade Santiago-Bernabéu              | Espagne    |
| Olympique de Marseille                                                      | Football, Rugby à XV, Euro 2016, concert | Stade Vélodrome                                                                     | France     |
| Olympique lyonnais                                                          | Football, Rugby à XV, Euro 2016, concert | Parc Olympique lyonnais                                                             | France     |
| Toulouse Football Club                                                      | Football, Rugby à XV, Euro 2016          | Stadium de Toulouse                                                                 | France     |
| Association sportive de Saint-Étienne                                       | Football, Euro 2016                      | Stade Geoffroy-Guichard                                                             | France     |
| Fédération française de rugby à XV                                          | Rugby à XV                               | Centre national du rugby                                                            | France     |
| Racing 92                                                                   | Rugby à XV                               | Centre d'entrainement du Plessis Robinson                                           | France     |
| Fédération algérienne de football                                           | Football                                 | Stade du 5-Juillet-1962 (Alger)                                                     | Algérie    |
| Fédération algérienne de football                                           | Football                                 | Stade du 19-Mai-1956 (Annaba)                                                       | Algérie    |
| Espérance sportive Troyes Aube Champagne                                    | Football                                 | Stade de l'Aube                                                                     | France     |
| Football Club de Metz                                                       | Football                                 | Stade Saint-Symphorien                                                              | France     |
| Football Club Sochaux-Montbéliard                                           | Football                                 | Stade Auguste-Bonal                                                                 | France     |
| Football Club des Girondins de Bordeaux                                     | Football                                 | Stade Matmut-Atlantique                                                             | France     |
| Montpellier Hérault Sport Club                                              | Football, Coupe du monde féminine 2019   | Stade de la Mosson                                                                  | France     |
| Union sportive bressane Pays de l'Ain, Football Bourg-en-Bresse Péronnas 01 | Football, Rugby à XV                     | Stade Marcel-Verchère                                                               | France     |
| Football Club Lorient                                                       | Football                                 | Stade du Moustoir                                                                   | France     |
| Valenciennes Football Club                                                  | Football, Coupe du monde féminine 2019   | Stade du Hainaut                                                                    | France     |
| Association sportive Beauvais Oise                                          | Football                                 | Stade Pierre-Brisson                                                                | France     |
| Angers sporting club de l'Ouest                                             | Football                                 | Stade Raymond-Kopa                                                                  | France     |
| Stade rennais football club                                                 | Football, Coupe du monde féminine 2019   | Roazhon Park                                                                        | France     |
| LOSC Lille                                                                  | Football, Euro 2016                      | Stade Pierre-Mauroy                                                                 | France     |
| La Berrichonne de Châteauroux                                               | Football                                 | Stade Gaston-Petit                                                                  | France     |
| Football Club Lausanne-Sport                                                | Football                                 | Centre sportif de la Tuilière                                                       | Suisse     |
| LOSC Lille                                                                  | Football                                 | Centre d'entraînement du Domaine de Luchin                                          | France     |
| West Ham United Football Club                                               | Football                                 | Centre d'entraînement West Ham United Football Club Training Ground, Chadwell Heath | Angleterre |
| OGC Nice                                                                    | Football                                 | Centre d'entraînement de l'OGC Nice                                                 | France     |
| Olympique lyonnais                                                          | Football                                 | Groupama OL Training Center                                                         | France     |
| Institut national du sport, de l'expertise et de la performance             | Football                                 | Centre d'entraînement de l'INSEP                                                    | France     |
| USON Nevers                                                                 | Rugby à XV                               | Stade du Pré Fleuri                                                                 | France     |
| Kamaishi Seawaves                                                           | Rugby à XV                               | Kamaishi Recovery Memorial Stadium                                                  | Japon      |
| FC Nantes                                                                   | Football                                 | Centre sportif José Arribas                                                         | France     |
| Association Sportive Béziers Hérault                                        | Rugby à XV                               | Stade Raoul Barrière                                                                | France     |

### GrassMaster
Le système de pelouse hybride GrassMaster a été installé dans les stades suivants
| Stade                             | Club(s)                                                                           | Sport                                         | Pays             |
| --------------------------------- | --------------------------------------------------------------------------------- | --------------------------------------------- | ---------------- |
| Camp Nou                          | FC Barcelone                                                                      | Football                                      | Espagne          |
| San Siro                          | Inter Milan et AC Milan                                                           | Football                                      | Italie           |
| Stade Marcel-Picot                | AS Nancy-Lorraine                                                                 | Football                                      | France           |
| Stamford Bridge                   | Chelsea Football Club                                                             | Football                                      | Angleterre       |
| Ashton Gate                       | Bristol City FC et Bristol Rugby                                                  | Football et Rugby à XV                        | Angleterre       |
| King Abdullah Stadium             | Ittihad FC et Al-Ahli Saudi FC                                                    | Football                                      | Arabie saoudite  |
| Meadow Park                       | Boreham Wood Football Club et Arsenal Women Football Club                         | Football                                      | Angleterre       |
| Mapei Stadium                     | US Sassuolo Calcio                                                                | Football                                      | Italie           |
| Stade Nándor-Hidegkuti            | MTK Budapest FC                                                                   | Football                                      | Hongrie          |
| Emirates Stadium                  | Arsenal FC                                                                        | Football                                      | Angleterre       |
| Brittania Stadium                 | Stoke City FC                                                                     | Football                                      | Angleterre       |
| Selhurst Park                     | Crystal Palace FC                                                                 | Football                                      | Angleterre       |
| Stade de Londres                  | West Ham United FC                                                                | Football                                      | Angleterre       |
| Parc des sports Marcel-Michelin   | ASM Clermont Auvergne                                                             | Rugby à XV                                    | France           |
| CNFE Clairefontaine               | Fédération française de football                                                  | Football                                      | France           |
| Stade de la Beaujoire             | FC Nantes                                                                         | Football                                      | France           |
| Parc des Princes                  | Paris Saint-Germain                                                               | Football                                      | France           |
| Stade du Roudourou                | En Avant Guingamp                                                                 | Football                                      | France           |
| Stade Louis-II                    | AS Monaco                                                                         | Football                                      | Monaco           |
| Stade Océane                      | Le Havre AC                                                                       | Football                                      | France           |
| Stade de France                   | France                                                                            | Football et other events                      | France           |
| Stade Francis-Le Blé              | Stade brestois 29                                                                 | Football                                      | France           |
| Stade Auguste-Delaune             | Stade de Reims                                                                    | Football                                      | France           |
| Estádio Parque São Jorge          | Corinthians                                                                       | Football                                      | Brésil           |
| Arena Corinthians                 | Corinthians                                                                       | Football                                      | Brésil           |
| Arena do Grêmio                   | Grêmio                                                                            | Football                                      | Brésil           |
| King Power Stadium                | Leicester City                                                                    | Football                                      | Angleterre       |
| Macron Stadium                    | Bolton Weterers                                                                   | Football                                      | Angleterre       |
| Goodison Park                     | Everton Football Club                                                             | Football                                      | Angleterre       |
| St James' Park                    | Newcastle United                                                                  | Football                                      | Angleterre       |
| Stade de Twickenham               | Rugby Football Union                                                              | Rugby à XV                                    | Angleterre       |
| Falmer Stadium                    | Brighton & Hove Albion                                                            | Football                                      | Angleterre       |
| Emirates Stadium                  | Arsenal Football Club                                                             | Football                                      | Angleterre       |
| Turf Moor                         | Burnley Football Club                                                             | Football                                      | Angleterre       |
| John Smith's Stadium              | Huddersfield Town AFC et Huddersfield Giants                                      | Football et Rugby à XIII                      | Angleterre       |
| Anfield                           | Liverpool Football Club                                                           | Football                                      | Angleterre       |
| Villa Park                        | Aston Villa                                                                       | Football                                      | Angleterre       |
| Leigh Sports Village              | Leigh                                                                             | Rugby à XIII                                  | Angleterre       |
| Keepmoat Stadium                  | Doncaster Rovers et Doncaster Rovers LFC                                          | Football et Rugby à XIII                      | Angleterre       |
| City of Manchester Stadium        | Manchester City                                                                   | Football                                      | Angleterre       |
| Old Trafford                      | Manchester United                                                                 | Football                                      | Angleterre       |
| Trafford Training Centre          | Manchester United                                                                 | Football                                      | Angleterre       |
| White Hart Lane                   | Tottenham Hotspur                                                                 | Football                                      | Angleterre       |
| Boleyn Ground                     | West Ham United                                                                   | Football                                      | Angleterre       |
| The Hawthorns                     | West Bromwich Albion                                                              | Football                                      | Angleterre       |
| Carrow Road                       | Norwich City                                                                      | Football                                      | Angleterre       |
| Stadium:mk                        | Milton Keynes Dons                                                                | Football                                      | Angleterre       |
| Madejski Stadium                  | Reading et London Irish                                                           | Football et Rugby à XV                        | Angleterre       |
| Adams Park                        | Wycombe Weterers (et anciennement Wasps)                                          | Football (et anciennement Rugby à XV)         | Angleterre       |
| Vicarage Road                     | Watford F.C. (et anciennement Saracens)                                           | Football (et anciennement rugby à XV)         | Angleterre       |
| Stade de Wembley                  | Englet                                                                            | Football et other events                      | Angleterre       |
| Stade Friuli                      | Udinese Calcio                                                                    | Football                                      | Italie           |
| Aviva Stadium                     | Équipe d'Irlande de rugby à XV et Équipe d'Irlande de football                    | Rugby à XV et Football                        | Irlande          |
| Galgenwaard Stadium               | Utrecht                                                                           | Football                                      | Pays-Bas         |
| Euroborg                          | Football Club Groningue                                                           | Football                                      | Pays-Bas         |
| Molineux Stadium                  | Wolverhampton Weterers FC                                                         | Football                                      | Angleterre       |
| Stade Rat Verlegh                 | NAC                                                                               | Football                                      | Pays-Bas         |
| AZ Stadion                        | AZ Alkmaar                                                                        | Football                                      | Pays-Bas         |
| Sportpark De Toekomst             | AFC Ajax                                                                          | Football                                      | Pays-Bas         |
| Forsyth Barr Stadium              | Highleters                                                                        | Rugby à XV                                    | Nouvelle-Zélande |
| Lerkendal Stadium                 | Rosenborg                                                                         | Football                                      | Norvège          |
| Arena Khimki                      | Khimki                                                                            | Football                                      | Russie           |
| Mbombela Stadium                  | Coupe du monde 2010                                                               | Football                                      | Afrique du Sud   |
| Peter Mokaba Stadium              | Coupe du monde 2010                                                               | Football                                      | Afrique du Sud   |
| Nelson Metela Bay Stadium         | Coupe du monde 2010 et South Africa Sevens                                        | Football et Rugby à VII                       | Afrique du Sud   |
| Lambeau Field                     | Packers de Green Bay                                                              | Football américain                            | États-Unis       |
| Training Complex                  | New Englet Patriots                                                               | Football américain                            | États-Unis       |
| Lincoln Financial Field           | Eagles de Philadelphie et Temple Owls                                             | Football américain                            | États-Unis       |
| Liberty Stadium                   | Swansea City et Ospreys                                                           | Football et Rugby à XV                        | Pays de Galles   |
| Millennium Stadium                | Welsh Rugby Union                                                                 | Rugby à XV (also Welsh international Football | Pays de Galles   |
| Cardiff City Stadium              | Cardiff City (et anciennement Cardiff Blues)                                      | Football (et anciennement Rugby à XV)         | Pays de Galles   |
| Easter Road                       | Hibernian                                                                         | Football                                      | Écosse           |
| Ibrox Stadium                     | Rangers                                                                           | Football                                      | Écosse           |
| Volkswagen Arena                  | VfL Wolfsburg                                                                     | Football                                      | Allemagne        |
| Stade Metalist                    | Metalist Kharkiv                                                                  | Football                                      | Ukraine          |
| Donbass Arena                     | Shakhtar Donetsk                                                                  | Football                                      | Ukraine          |
| Qatar Airways Field               | Iowa City Kickers (Youth) Iowa City Alliance (Youth) University of Iowa (College) | Football                                      | États-Unis       |
| Stade central                     | FC Kairat                                                                         | Football                                      | Kazakhstan       |
| Bangabethu National Stadium       | Dhaka                                                                             | Football                                      | Bangladesh       |
| Colombo Racecourse                | Colombo                                                                           | Football et Rugby à XV                        | Sri Lanka        |
| BT Murrayfield                    | Edinburgh Rugby et Scotlet                                                        | Rugby à XV                                    | Écosse           |
| Stade Marcantonio-Bentegodi       | Hellas Verona et Chievo Verona                                                    | Football                                      | Italie           |
| Locomotiv Stadium                 | Lokomotiv Moscou                                                                  | Football                                      | Russie           |
| Kazan Arena                       | FC Rubin Kazan                                                                    | Football                                      | Russie           |
| El Madrigal                       | Villarreal Club de Fútbol                                                         | Football                                      | Espagne          |
| AON Training Complex - Carrington | Manchester United FC                                                              | Football                                      | Angleterre       |
| Melbourne City Football Academy   | Melbourne City                                                                    | Football                                      | Australie        |
| Manchester City Football Academy  | Manchester City                                                                   | Football                                      | Angleterre       |
| Ooredoo Training Centre           | Paris Saint-Germain                                                               | Football                                      | France           |
| St Georges Park                   | National Football Centre FA                                                       | Football                                      | Angleterre       |
| Bramall Lane                      | Sheffield United FC                                                               | Football                                      | Angleterre       |
| Shahre Behesht                    | Padideh FC                                                                        | Football                                      | Iran             |